# LBV 1806-20
본 문서의 이해를 돕기 위한 비자유 그림이 있습니다. 
링크의 파일을 직접 올려 주세요
LBV 1806-20은 '밝은 청색 변광성'이자 극대 거성이며 지구에서 은하 중심 방향으로 약 30,000~49,000 광년 떨어져 있다.

## 물리적 특징
LBV 1806-20이 단독성인지 쌍성인지는 확실하지 않으나, 총 질량은 태양의 130~150배에 이른다. 밝기는 용골자리 에타나 피스톨 별과 비슷한, 태양의 약 500만 배 수준으로 추측된다. 이는 현재까지 관측된 우주의 별들 중 가장 밝은 값이다.
매우 밝지만 1806-20은 지구에서 가시광으로 관측할 수는 없다. 그 이유는 이 별과 지구 사이 우주 공간에 있는 성간 가스와 먼지가 가시광을 차단하기 때문이다. 이 별은 2마이크로미터 적외선 영역으로 관측할 경우 +8등급 정도의 밝기를 보인다. 반면 가시광선 영역에서의 밝기는 +35등급에 불과하여 보이지 않는 것이나 마찬가지이다.
현재 항성 생성 이론에 의하면, 항성의 질량 상한선은 태양의 120배 정도이다. 그런데 1806-20의 질량은 최소 태양의 130배이며, 천문학자에 따라서 질량을 150~200배로 잡는 경우도 있다.
이 때문에 1806-20이 단독성인지 쌍성 인지에 대해 논란이 있다. 반점 화상 법(speckle imaging)을 이용하여 이 별의 밝기를 측정한 결과 단독성이라는 결론이 나왔다. 그러나 가장 최근에 고해상도 분광 법(high-resolution spectroscopy)을 이용하여 연구한 결과 이 별은 단독성이 아닌 쌍성일 가능성이 크며, 두 별을 합친 질량도 태양의 130배에 훨씬 못 미칠 것으로 예상된다.

## 위치
LBV 1806-20은 전파 성운 G10.0-0.3의 중심부에 있고, W31 내 1806-20 성단의 별들 중 하나이다(W31은 우리 은하 내 매우 큰 규모의 H II 영역 중 하나이다.). 1806-20 성단은 특이한 별들로 구성되어 있는데, 탄소 볼프-레이에별(carbon-rich Wolf-Rayet star) 두 개, 극대거성 두 개, 마그네타(SGR 1806-20) 한 개로 이루어져 있다.

## 같이 보기
- 절대 등급 순 별 목록
- 밝은 청색 변광성
- 극대거성